# 西海橋公園

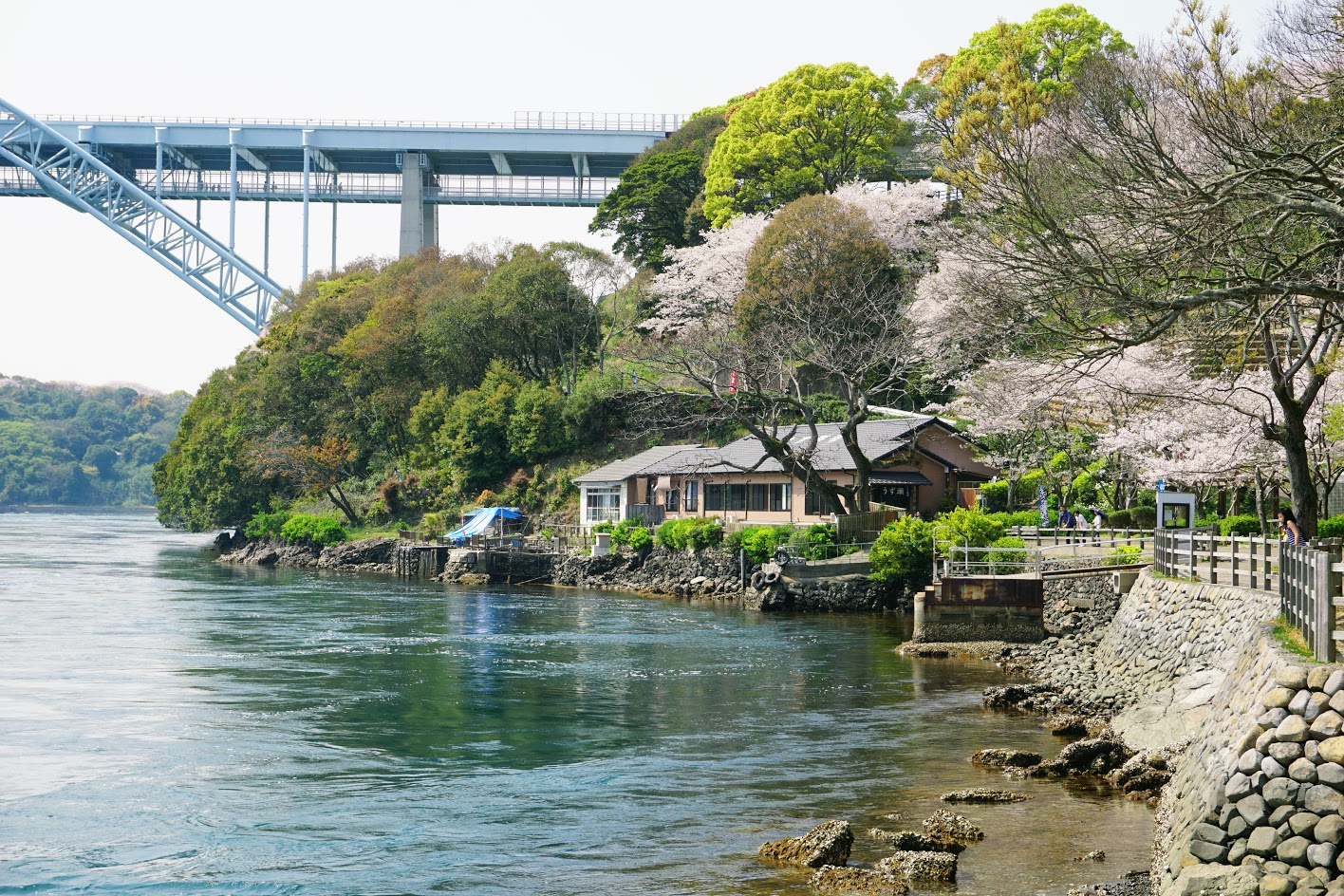
西海橋公園の海岸部(佐世保市の針尾島側)。奥に見えるのは新西海橋。

西海橋公園（さいかいばしこうえん）は、日本の長崎県佐世保市と西海市に跨がる長崎県が設置する県立の公園である。
2006年（平成18年）4月1日より指定管理者制度を導入し、G・I・N共同企業体（グリーンメイク・岩永造園・中村造園の3社による共同企業体）が管理を受託している。

## 概要
1955年（昭和30年）に西海橋が架橋されたのに合わせて橋の両岸の丘陵地上に造成された。サクラとツツジが多数植栽され、開花時期には橋直下の針尾瀬戸の渦潮と併せて多くの観光客を集める。
公園の佐世保市区域と西海市区域の間は新西海橋開通時に橋の桁内に設けられた歩行者用通路が連絡している。
長年、春の渦潮がピークを迎える時期（旧暦3月3日前後、新暦では3月下旬から4月上旬頃）に「春の渦潮まつり」を開催してきたが、訪れる観光客が増え過ぎて公園までのアクセス道路の混雑や違法駐車に対する地元住民等の苦情が相次ぐ事態となったため、2009年（平成21年）は開催を見送った。
- 面積:約29ha（整備予定面積は46ha）
- 主な施設:芝生広場、展望広場、海浜広場、遊歩道、児童遊戯コーナー、そりゲレンデ、ソフトボール場、ゲートボール場
- 駐車場:無料駐車場有

## アクセス
- 西九州自動車道佐世保大塔インターチェンジより国道202号経由で約20分（通常時）。西海パールライン利用の場合は小迎インターチェンジより約3分。
- 西肥自動車（西肥バス）「西海橋西口」または「西海橋東口」バス停下車。